# District de Bellary
Le  district de Bellary ou Ballari  est un des 30 districts de l'État du Karnataka dans le Sud de  l'Inde. Il abrite le Vijaya Nagara, site classé au Patrimoine mondial de l'Humanité du royaume de Vijayanâgara.

## Histoire

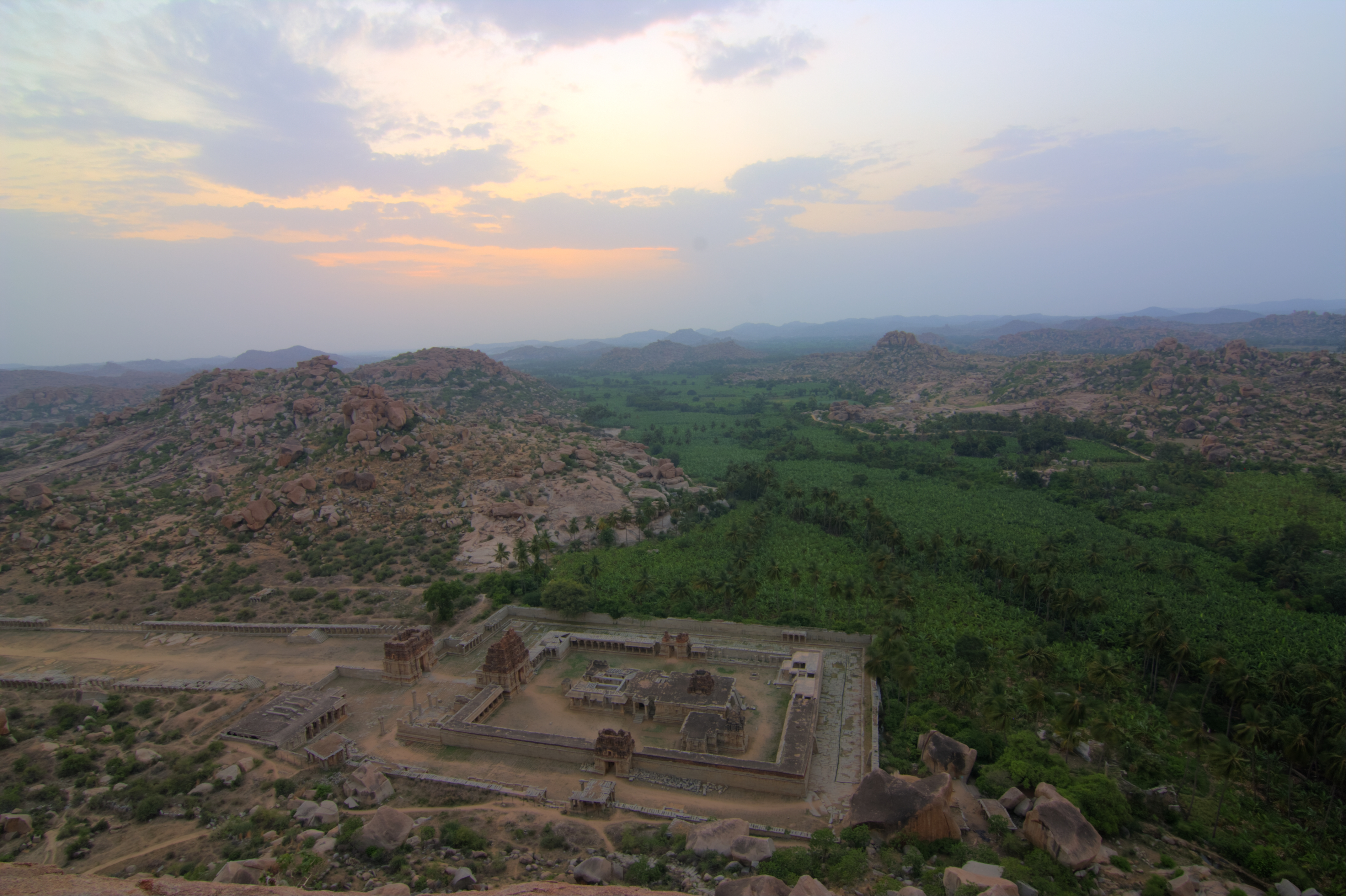
Le temple Achyutaraya depuis le sommet de Hemakunta.

Au moment du Raj britannique, le district faisait partie de la Présidence de Madras, puis du district de Rayala Sima, alors dans l'Andra Pradesh ; il fut très affecté par la grande famine de 1876-1878.Avec la réorganisation linguistique, après la décolonisation de 1948, il est rattaché à l’État du Karnataka.

## Administration
Le district est subdivisé en huit taluks, celui de Bellary, Hosapete, Kampli, Hoovina Hadagali, Kudligi, Sanduru, Siraguppa et Hagaribommanahalli. 

## Géographie
La population est majoritairement rurale, 62,48 % et alphabétisée à 67,43 %.
Le Barrage de Tungabhadra sur la Pennar se situe dans le district.

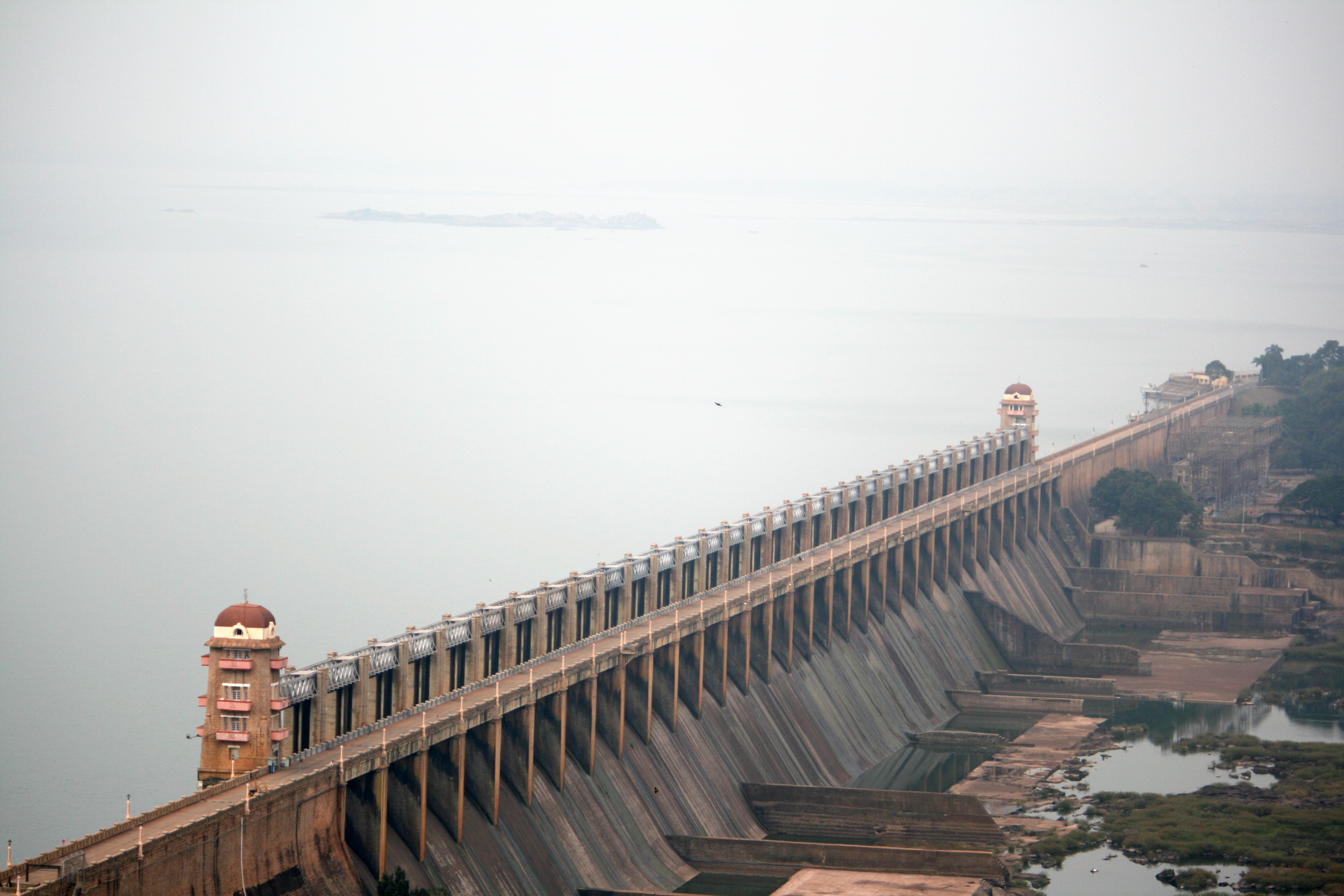
Le barrage de Tungabadra.
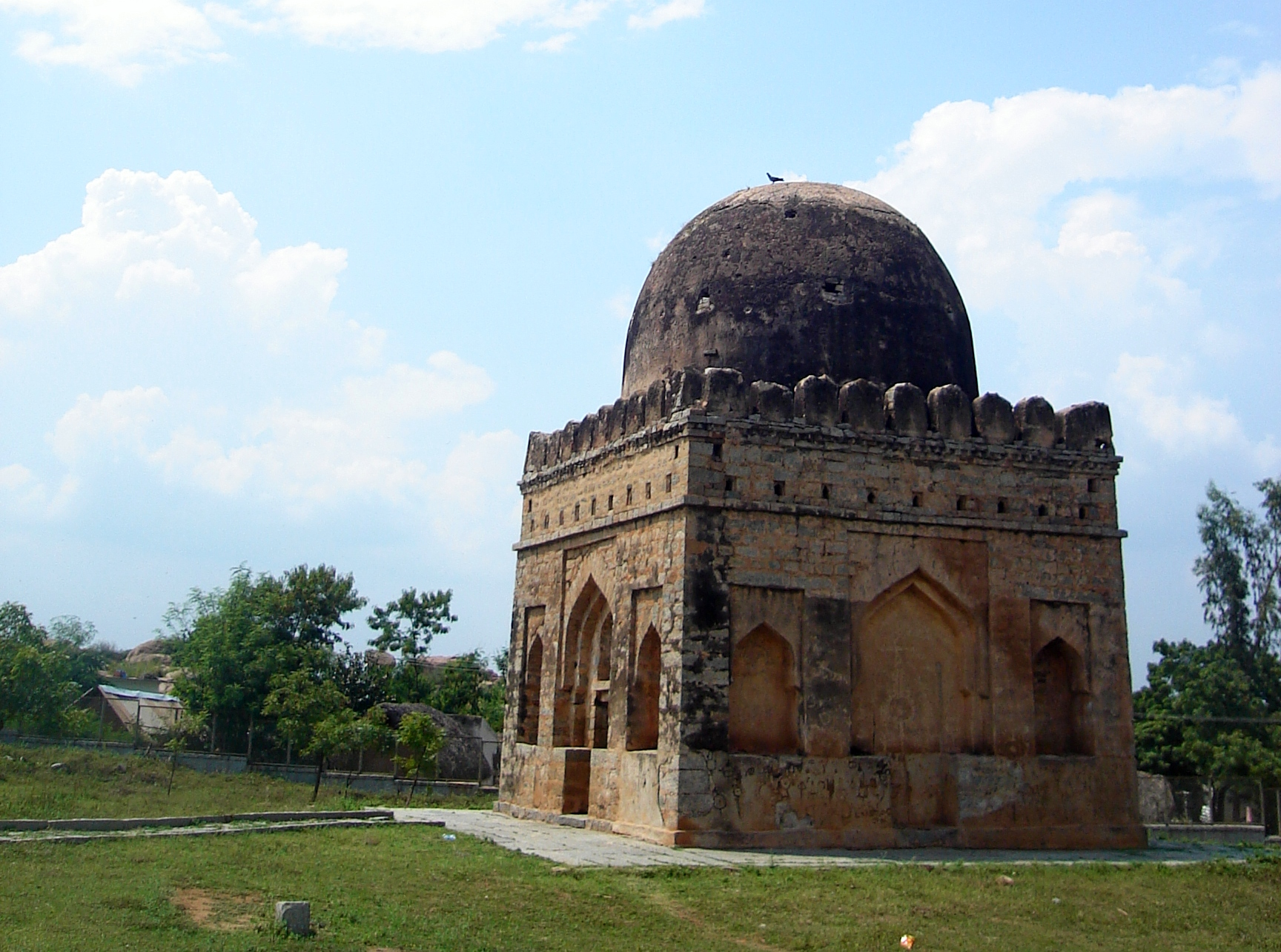
Tombe de Muhammadan à Hampi, monument classé.
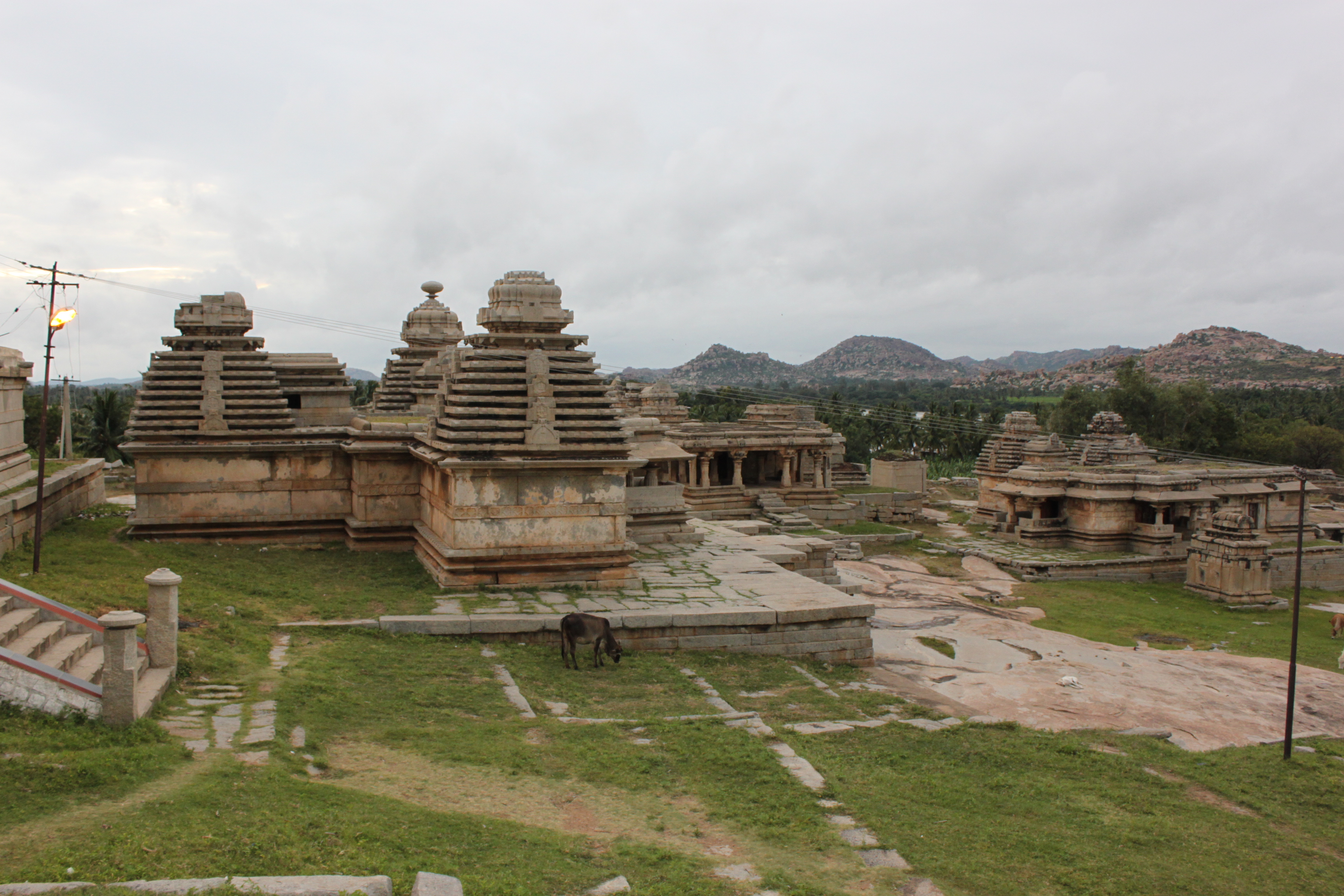
Temple classé sur la colline Hemakuta.
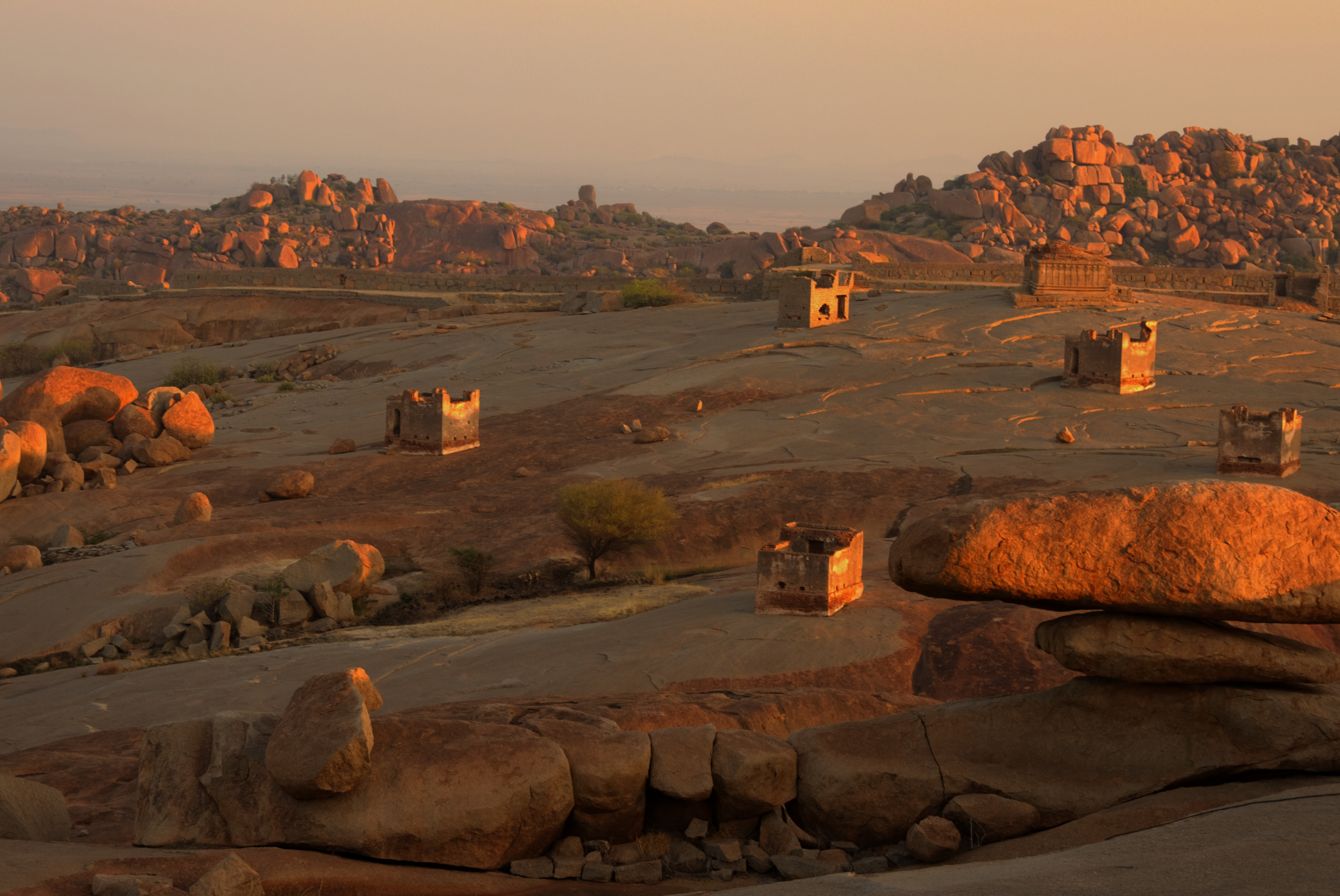
Ruines du fort de Tipû Sâhib, monument classé.
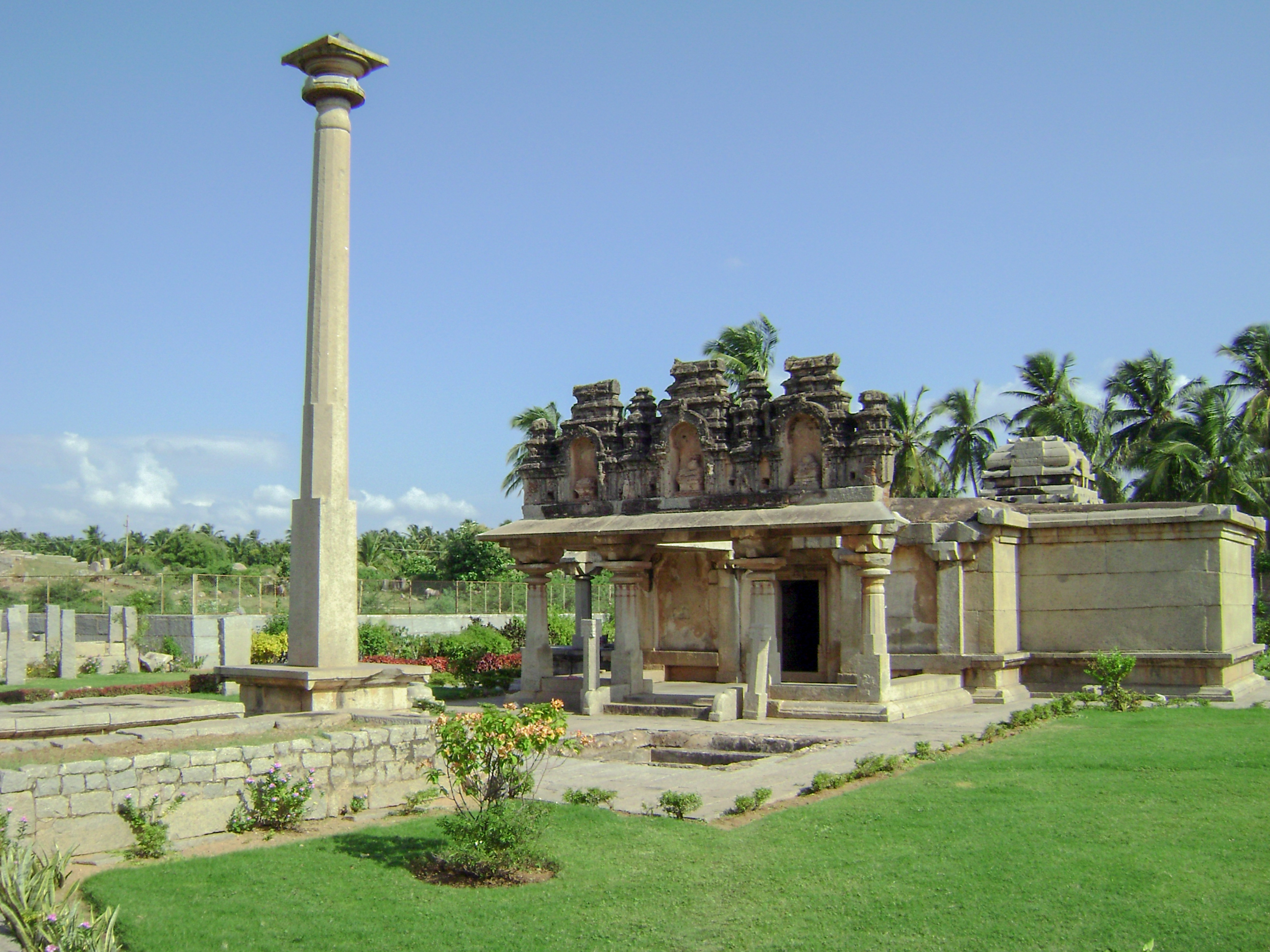
Temple Jain, monument classé, sur la colline Hemakuta.
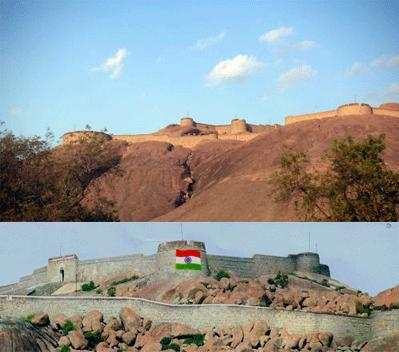
Fort de Bellary.
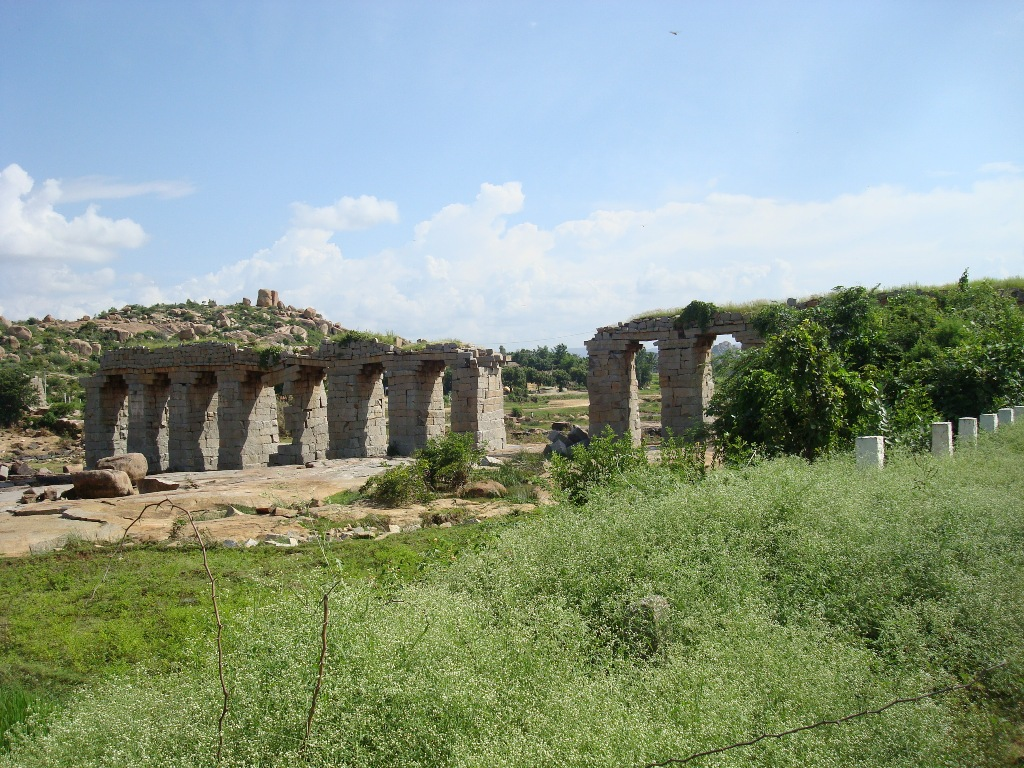
Ancien pont de Kishkindha.
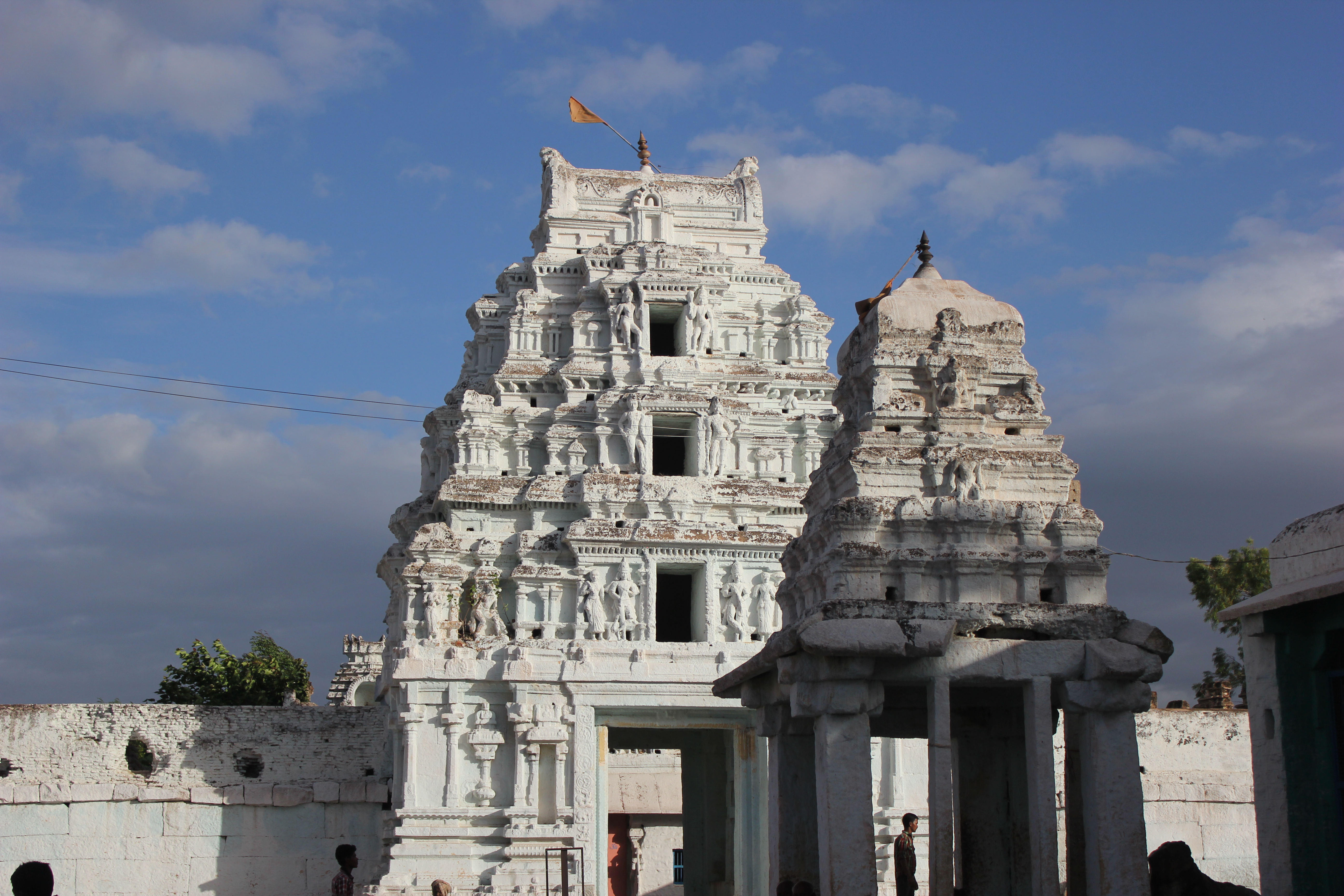
Temple de Mallikarjuna.